# الراكبة العليا (بكيل المير)

تعديل مصدري - تعديل

الراكبة العليا هي إحدى قرى عزلة العطن بمديرية بكيل المير التابعة لمحافظة حجة، بلغ تعداد سكانها 160 نسمة حسب تعداد اليمن لعام 2004.